# 紐敦阿比
紐敦阿比（英語：Newtownabbey，發音：[ˈbˠalʲə n̪ˠə ˈmˠanʲəʃtʲɾʲəx] ⓘ）是英國的一座城鎮，位於北愛爾蘭。2001年人口普查時，紐敦阿比有人口62,056人。市內有眾多零售和休閒設施。紐敦阿比屬安特里姆郡。

## 外部連結
- Culture Northern ireland
- Newtownabbey Today website of the Newtownabbey Times Newspaper （页面存档备份，存于）
- Newtownabbey In Touch website of the Newtownabbey In Touch Magazine